# Труп (Техас)
Труп (англ. Troup) — місто (англ. city) в США, в округах Сміт і Черокі штату Техас. Населення — 2006 осіб (2020).

## Географія
Труп розташований за координатами 32°8′42″ пн. ш. 95°7′20″ зх. д. / 32.14500° пн. ш. 95.12222° зх. д. (32.144995, -95.122361).  За даними Бюро перепису населення США в 2010 році місто мало площу 6,24 км², з яких 6,22 км² — суходіл та 0,03 км² — водойми.

## Демографія
Згідно з переписом 2010 року, у місті мешкало 1869 осіб у 693 домогосподарствах у складі 496 родин. Густота населення становила 299 осіб/км².  Було 812 помешкання (130/км²).
Расовий склад населення:
| - 70,5 % — білих - 20,6 % — чорних або афроамериканців - 0,4 % — азіатів - 0,2 % — корінних американців - 5,8 % — осіб інших рас |

До двох чи більше рас належало 2,5 %. Частка іспаномовних становила 12,5 % від усіх жителів.
За віковим діапазоном населення розподілялося таким чином: 29,0 % — особи молодші 18 років, 57,1 % — особи у віці 18—64 років, 13,9 % — особи у віці 65 років та старші. Медіана віку мешканця становила 34,8 року. На 100 осіб жіночої статі у місті припадало 94,1 чоловіків;  на 100 жінок у віці від 18 років та старших — 92,0 чоловіків також старших 18 років.
Середній дохід на одне домашнє господарство  становив 39 847 доларів США (медіана — 29 474), а середній дохід на одну сім'ю — 47 773 долари (медіана — 33 831). Медіана доходів становила 37 321 долар для чоловіків та 27 065 доларів для жінок. За межею бідності перебувало 31,0 % осіб, у тому числі 34,7 % дітей у віці до 18 років та 13,8 % осіб у віці 65 років та старших.
Цивільне працевлаштоване населення становило 617 осіб. Основні галузі зайнятості: освіта, охорона здоров'я та соціальна допомога — 28,8 %, роздрібна торгівля — 11,3 %, транспорт — 10,0 %, виробництво — 9,6 %.